# Jemenitiska revolutionen
Jemenitiska revolutionen var en i raden av folkliga demonstrationer i arabvärlden inspirerade av den tunisiska jasminrevolutionen 2010-2011.

## Förlopp
Den 27 januari 2011 krävde över 16 000 demonstranter den jemenitiske president Ali Abdullah Salehs avgång.
Protesterna ägde rum på fyra platser i huvudstaden Sanaa. 
Efter ihållande protester meddelade Saleh den 2 februari, i ett tal i parlamentet, att han planerar att avgå 2013. 

Detta dämpade dock inte reformkraven från de oppositionella som dagen därpå genomförde en ”Vredens dag”, med massprotester i Saana, Aden och Taiz. 
Utanför universitetet i Sanaa lyssnade fler än 20 000 demonstranter bland annat till Najib Ghanem från motståndsrörelsen al-Islah;
– Revolten för rättvisa började i Tunisien. Den fortsätter i dag i Egypten, och Jemen kommer i morgon att vara fritt från orättvisa!

Protesterna som utgått från universitetet i Sanaa och spridit sig från huvudstaden till Aden i söder och Saada i norr fortsatte. Minst 41 demonstranter uppges ha dödats och omkring 200 skadats när regeringsvänliga styrkor öppnade eld mot dem under en protestaktion i Jemens huvudstad Sanaa den 18 mars 2011. Demonstranterna hade samlats nära universitetet efter fredagsbönen för att kräva president Ali Abdullah Salehs avgång. President Saleh utsattes för ett attentat den 3 juni 2011 och  lämnade landet för att få akut vård i Saudiarabien för de skador han då fick. Han återvändande till Jemen efter tre månader vilket ledde till nya strider i Sanaa mellan regimens elitförband och de oppositionella.
Den 23 november 2011 undertecknade han vid en ceremoni i Saudiarabien att han officiellt skulle avgå från sin post som president i februari 2012, i förmån för en övergångsregering. Han lämnade genom undertecknandet direkt hälften av makten till vice presidenten Abd Rabu Mansur Hadi efter att ett avtal nåtts under medling av Saudiarabien där han garanterades åtalsfrihet. I de södra delarna fick al-Qaida ett starkt fäste efter Salehs avgång, något som Saleh varnat för skulle ske, och eventuellt också själv bidrog till. USA samarbetade med den nya regimen för att bekämpa al-Qaida, som valde att kalla sig ansar al-sharia för att attrahera stöd i det klanbaserade samhället.

## Salehs fall
Hadi valdes den 21 februari 2012 till landets president och efterträdde därmed Saleh. Han tog över presidentposten vid en ceremoni den 25 februari 2012 i närvaro av Saleh som nyligen återvänt från USA där han behandlats för de skador han fick i attentatet i juni 2011.
Revolutionen  hade tvingat bort president Saleh efter 33 år vid makten, men han ingick då en allians med huthirebeller i norra Jemen, som redan hade stridit mot centralregeringen i flera år. Alliansen tog under 2014–2015 kontroll över huvudstaden Sanaa och jagade Jemens internationellt erkända regering på flykten och situationen blev allt mer våldsam. Efter att president Hadi bett om militär hjälp utifrån gav sig en koalition ledd av Saudiarabien in i konflikten i mars 2015 och började bomba rebellkontrollerade områden. Revolutionen mynnade därmed ut i ett inbördeskrig 2015.